# 4315 Pronik
4315 Pronik este un asteroid din centura principală, descoperit pe 24 septembrie 1979 de Nikolai Cernîh.